# Beans in My Ears
"Beans in My Ears" (tiếng Việt: Hạt đậu trong tai tôi) là một bài ca được viết và ca bởi ca sĩ đấu tranh và biên tập viên của tạp chí  Broadside, Len Chandler. Nó trở thành một đĩa đơn nổi tiếng khi được ca bởi The Serendipity Singers, đạt được hạng 30 trong tháng 6 năm 1964. Các bác sĩ phản đối bài này vì một số trẻ em đã thực sự bỏ đậu vào tai, cho nên nó đã thực sự bị cấm ở một vài nơi chẳng hạn như Pittsburgh và Boston. Vô số ủy ban y tế được tường thuật là đã ghi bài này vào sổ đen, theo như Chandler. "Một số chương trình TV yêu cầu chúng tôi chơi những bài khác," Bryan Sennett của nhóm the Serendipity Singers cho biết. Người quản lý chương trình đài truyền thanh Pittsburgh KDKA Jack Williams đã cấm không cho chơi bài này, vì một số thính giả than phiền và các bác sĩ tường thuật trẻ em đã bỏ đồ vật vào tai chúng 3 tuần sau khi bài này được phát thanh tại đài.
Một nhịp khúc được lập đi lập lại: 
My mommy said not to put beans in my ears, beans in my ears, beans in my ears.

Bài này cũng được ca bởi Lonnie Donegan năm 1964. Nó cũng được Pete Seeger trình bày vào năm 1966 trong đĩa Dangerous Songs!?. Trong bản của Seeger, ông đã chỉ trích tổng thống Hoa Kỳ Lyndon B. Johnson dính líu tới cuộc chiến tranh Việt Nam. Thêm vào lời nguyên gốc của Chandler, ngụ ý nói, là một số người không chịu nghe những gì người khác nói với họ, Seeger hát "Mrs. Jay's little son Alby" had "beans in his ears. Đối với những người phản đối việc tiếp tục cuộc chiến ở Việt Nam, "Alby Jay" là tên tắt của Johnson "LBJ", ngụ ý nói ông ta đã không chịu lắng nghe những người phản đối chiến tranh, bởi vì ông ta cũng có "beans in his ears".